# Somorjai Soma
Somorjai Soma (Debrecen, 1991. május 22. –) közéleti szereplő, televíziós személyiség. Jelenleg (2021) a Debrecen Televízió szerkesztő-riportere, műsorvezetője.

## Tanulmányai
Gyermek- és fiatalkorát Felsőjózsán, szüleivel és két fiatalabb fiútestvérével töltötte. Érettségit a Debreceni Református Kollégium Dóczy Gimnáziumában, diplomát pedig a Debreceni Egyetem kommunikáció- és médiatudomány szakán szerzett. Záródolgozatát az orosz és az albán maffia történetéből s azok filmes ábrázolásából írta. Erasmus-ösztöndíjjal Finnországban töltött fél évet. Elvégezte a Komlósi Oktatási Stúdió képzését is.

## Szakmai életútja

### Debrecen Televízió
2015 áprilisában kezdett dolgozni a Debrecen Televízióban eleinte riporterként, később szerkesztő, műsorvezető és sportkommentátor is lett. Jelenleg (2021) több sportmagazin elkészítésében is közreműködik, valamint főszereplője és szerkesztője a Próbajáték, illetve Mestervizsga című műsoroknak.

### Egyéb tevékenységek
A DVSE egykori játékosa sajtóreferensként segíti a klubot. Emellett a debreceni rendezésű 3x3-as kosárlabda események hangulatfelelőseként nemzetközi hírnévre is szert tett.

## Sport
Fő érdeklődési területe a sport. Végigjárta a szamárlétrát a DVSE utánpótláscsapataiban, korábbi edzője szerint akár válogatott szintű vízilabdázó is válhatott volna belőle, de végül a tanulást választotta.
Hobbija a kispályás labdarúgás. Tagja volt a Buzánszky Jenő Labdarúgó Egyetemi Kupában éveken át eredményesen szereplő Tíz kicsi indián nevű csapatnak.

## Magánélete
Szerepelt a Maradj talpon című televíziós vetélkedőben.
Aktívan részt vesz a rasszizmus elleni küzdelemben. Közvetlen családi, baráti és munkahelyi környezetében is harcol a társadalmi egyenlőtlenségek ellen.